# Gaspar Cassadó

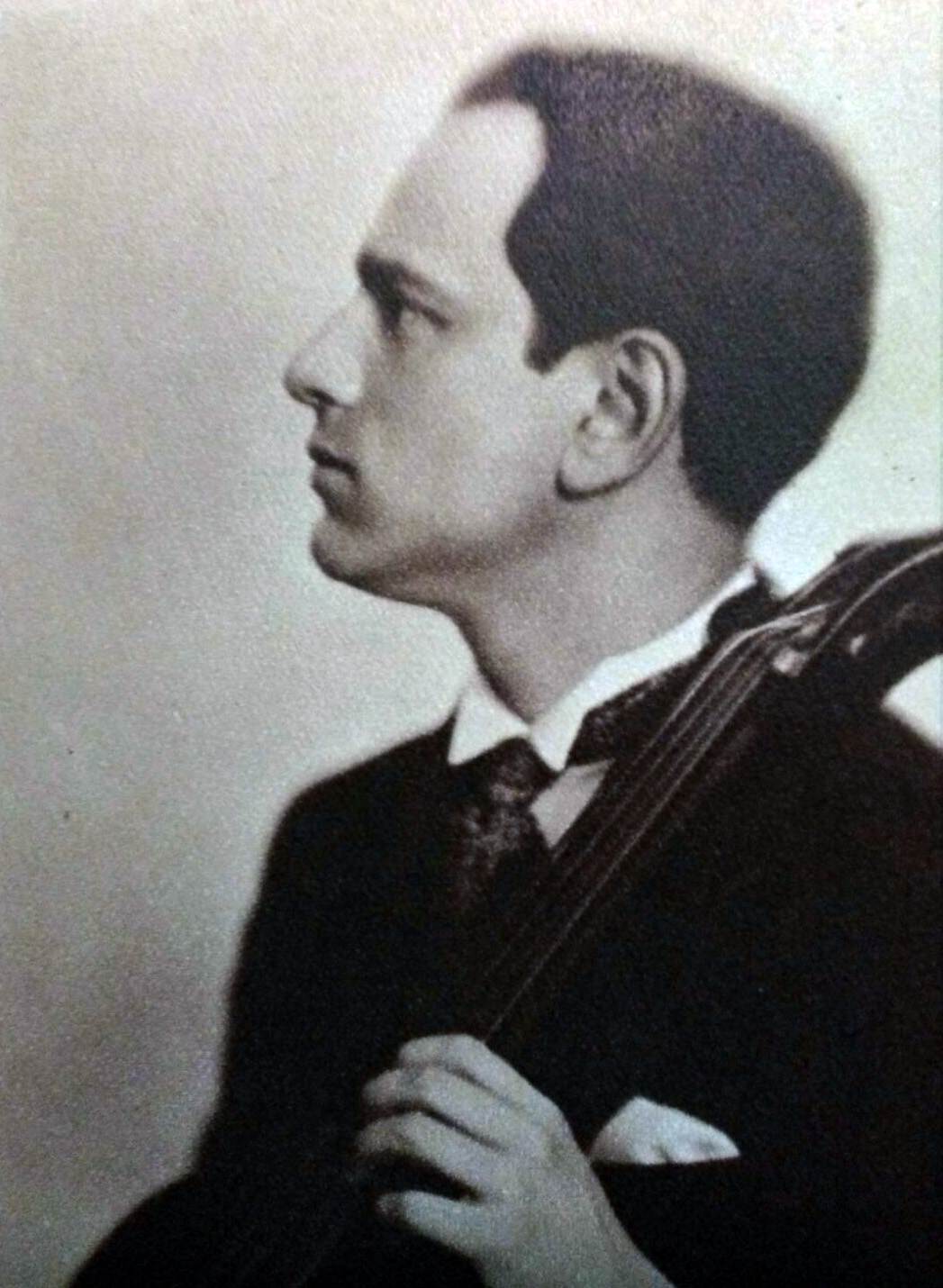
Gaspar Cassadó i Moreu

Gaspar Cassadó i Moreu (Barcellona, 5 ottobre 1897 – Madrid, 24 dicembre 1966) è stato un violoncellista e compositore spagnolo. Considerato uno dei più grandi violoncellisti del suo tempo, ebbe un talento eccezionale come compositore. Le sue opere originali furono spesso ispirate alle forme e allo stile ispanico antico.

## Biografia
Gaspar Cassadó nacque a Barcellona. Suo padre, Joaquim Cassadó i Valls, era compositore e organista, e maestro di cappella della Basilica della Mercè (Barcellona). Sua madre, Agustina Moreu i Fornells, era di Mataró ed era sorella di Pepita Moreu, l'amore impossibile di Antonio Gaudí. Gaspar Cassadó iniziò a studiare musica all'età di cinque anni con il suo progenitore e a sette iniziò a prendere lezioni di violoncello con il maestro Dionisio March. A 7 anni si esibì in concerto per la prima volta a Barcellona, dopo di che andò a Parigi dove fu allievo di Pau Casals e conobbe Maurice Ravel e Manuel de Falla.
Suo padre si trasferì a Parigi con Gaspar e con suo fratello Agostino, che dimostrava anche grandi doti come violinista. Il talento del giovane Gaspar gli aprì le porte dei circoli musicali di Parigi, dove prese lezioni di armonia e composizione con Maurice Ravel e gode dell'amicizia dei compositori Manuel de Falla e Alfredo Casella e del pianista Ricardo Viñes. Gaspar Cassadó fu il violoncellista che studiò più a lungo con Casals.
Nel 1914, dopo lo scoppio della prima guerra mondiale, Gaspar tornò a Barcellona e iniziò ad offrire concerti con le principali orchestre spagnole. Dal 1918 si esibì anche in Francia e in Italia, grazie alla sua amicizia con Casella. Nel 1920 fece un tour in Argentina. Dal 1922 iniziò a far conoscere le proprie composizioni, sia per violoncello che per concerti, musica da camera e oratori. Cassadò realizzò anche trascrizioni per violoncello. Nel 1923 e grazie all'amicizia con Francesco von Mendelssohn conobbe la cantante e pianista Giulietta Gordigiani, con la quale visse per oltre tre decenni, stabilendosi a Firenze.
Gaspar e Giulietta crearono un duo di violoncello e pianoforte con il quale percorsero i palchi europei per più di un decennio raccogliendo un grande successo. Giulietta Gordigiani, vedova di Robert von Mendelssohn, gli offrì un sostegno fondamentale per lo sviluppo e lo sviluppo della sua carriera, oltre a un'ottima collaborazione con il pianoforte. Grandi virtuosi, hanno raccolto per anni l'elogio del pubblico e l'ammirazione della critica. Nel 1940 fece un tour negli Stati Uniti e trascorse gli anni della seconda guerra mondiale nella villa di Striano, accanto a Giulietta.
La sua carriera subì un grave e irreparabile declino nel dopoguerra, soprattutto a causa di una famosa lettera che il suo ex maestro Casals pubblicò sul New York Times accusandolo, ingiustamente, di collaborazionismo con i regimi fascisti e chiedendo che non gli fosse permesso di tornare a suonare nei paesi alleati.
Cassadó combinò la sua carriera da solista con la sua partecipazione come giuria a concorsi internazionali. Dal 1946 fu professore all'Accademia Musicale Chigiana, e dal 1958 alla Staatliche Hochschule für Musik di Colonia. In quest'anno è stato cofondatore del "Corso di musica spagnola a Compostela" a Santiago de Compostela. Nel 1949 inaugurò il Concerto in modalità galante di Joaquín Rodrigo con l'Orchestra Nazionale di Spagna e Ataulfo Argenta.
Nel 1964 interpretò sei sonate per violoncello di Boccherini utilizzando uno degli strumenti di proprietà del compositore. Le partiture erano state trovate negli archivi del duca di Hamilton, in Scozia, da Eve Barsham, che lo accompagnò nell'interpretazione.
Nel 1966 Cassadó fece un tour per raccogliere fondi dopo l'alluvione di Firenze. È morto di infarto a Madrid e il suo corpo è stato trasferito a Barcellona.
Il fondo di Gaspar Cassadó è conservato presso l'Università di Tamagawa (Tokyo) e quello della famiglia Cassadó è conservato nella Biblioteca della Catalogna.
A lui è dedicato il Concerto per violoncello e orchestra di Franco Margola.